# Wilhelm Kaiser (Politiker, 1877)
Wilhelm Kaiser (* 20. Februar 1877 in Medebach; † 24. August 1961 in Dortmund) war ein preußischer Politiker. Er war von 1919 bis 1936 Kämmerer der Stadt Dortmund.

## Leben und Wirken
Wilhelm Kaiser wurde am 20. Februar 1877 im sauerländischen Medebach als Sohn eines Hof- und Brauereibesitzerehepaars geboren. Er besuchte bis zu seinem 13. Lebensjahr die Volksschule in Medebach, danach ein Jahr lang die Rektoratsschule in Fredeburg. Mittels Privatunterricht ließen ihn die Eltern auf den Besuch eines Gymnasiums vorbereiten. Ab 1892 besuchte er die Obertertia des Gymnasiums Petrinum Brilon, wo er 1897 das Abitur bestand. Er studierte zunächst für zwei Semester Mathematik in Marburg, wechselte dann aber zu den Naturwissenschaften nach Münster. Dort legte er 1901 die Staatsprüfung für das Lehramt ab und arbeitete für ein Dreivierteljahr am Physikalischen Institut, wo er 1903 auch promovierte. Ab 1897 war er Mitglied der katholischen Studentenverbindung V.K.D.St. Rhenania Marburg.
Ostern 1902 begann er den Vorbereitungsdienst für den höheren Schuldienst am Reformrealgymnasium Iserlohn. Im Jahr darauf bestand er die philologische Staatsprüfung in Mathematik und Physik. Für das Probejahr wechselte er an das Realgymnasium Altena. Ab 1904 war er als Oberlehrer an der Oberrealschule Bochum tätig. Am 8. August desselben Jahres heiratete er Johanna Breme (* 29. August 1879 in Recke; † 21. April 1964). Das Ehepaar hatte gemeinsam drei Kinder: Heinrich (* 5. Februar 1907 in Bochum), Clemens (* 8. August 1908 in Bochum) und Maria (* 31. Januar 1911 in Dortmund). Nach erfolgreicher Bewerbung arbeitete er ab dem 1. November 1909 als Kreisschulinspektor für den Landkreis Dortmund. Am 1. Juni 1911 wurde er zum Stadtschulrat in Dortmund berufen.
Während des Ersten Weltkriegs litt die Stadt Dortmund unter Versorgungsschwierigkeiten. Aufgrund seiner landwirtschaftlichen Herkunft wurde Kaiser zum Dezernenten im Kriegswirtschaftsamt der Stadt berufen und kümmerte sich um die Versorgung der Bevölkerung mit Grundnahrungsmitteln. Daneben war er auch kurzfristig für die Verwaltung der städtischen Krankenhäuser verantwortlich. Da er sich in Verwaltungsaufgaben bewährt hatte, wurde er am 13. Oktober 1919 als Magistratsmitglied zum Stadtkämmerer berufen. Als in der zweiten Hälfte der 1920er Jahre die Arbeitslosigkeit in Dortmund anstieg, schlug Kaiser zur Entlastung der kommunalen Kassen die Zusammenlegung Dortmunds mit der Stadt und dem Landkreis Hörde vor; die Eingemeindungen erfolgten 1928 beziehungsweise 1929.
Wilhelm Kaiser engagierte sich auch politisch. Er war Mitglied der Zentrumspartei und übernahm zeitweilig den Vorsitz des Dortmunder Stadtverbandes. 1919 und 1920 gehörte er der Dortmunder Stadtverordnetenversammlung an. Im Jahr 1921 wurde er in den Westfälischen Provinziallandtag gewählt und von dort in den Preußischen Staatsrats delegiert.
Mit der nationalsozialistischen „Machtergreifung“ verlor er seine politischen Ämter, blieb aber Kämmerer der Stadt Dortmund. Zwar gab es von den neuen Machthabern politische Vorbehalte, jedoch konnten sie selber keinen geeigneten Kandidaten für das Amt aufweisen. Im Jahr 1936 bat dann Kaiser selbst um die vorzeitige Entlassung in den Ruhestand und wurde am 1. April desselben Jahres in diesen versetzt. Er kümmerte sich nun vornehmlich um kirchlich-karitative Einrichtungen wie das St.-Johannes-Hospital, das Christinenstift, das St.-Vincenz-Heim und das Elisabeth-Waisenhaus. Im Jahr 1944 verlegte er seinen Wohnsitz nach Herdecke.
Unmittelbar nach dem Zweiten Weltkrieg wurde er vom kommissarischen Oberbürgermeister Hermann Ostrop wieder zum Stadtkämmerer ernannt. Am 1. Oktober 1947 wurde er in den endgültigen Altersruhestand versetzt, übernahm das Amt aber vom 30. August 1948 bis zum 30. April 1949 erneut, nachdem sein Nachfolger schwer erkrankt war.
Am 24. August 1961 starb Wilhelm Kaiser im Alter von 84 Jahren in Dortmund. Vier Tage später wurde er auf dem Südwestfriedhof Dortmund beerdigt.

## Ehrungen
Am 20. Februar 1957 wurde Kaiser das Ehrenbürgerrecht und der Ehrenring der Stadt Dortmund verliehen.